# Alexander (Sohn des Lysimachos)
Alexander (altgriechisch Ἀλέξανδρος, Aléxandros; † wohl 277 v. Chr. oder kurz danach) war ein Sohn des Diadochenherrschers Lysimachos. Er hatte einen Halbbruder gleichen Namens, einen Sohn des Lysimachos und der Amastris.
Seine Mutter war eine odrysische Frau, die eine Mätresse seines Vaters war. Als sein Halbbruder Agathokles 283/282 v. Chr. vom Vater hingerichtet wurde, floh Alexander mit seiner Schwägerin Lysandra an den Hof des Seleukos, der in der anschließenden Schlacht von Kurupedion 281 v. Chr. Lysimachos tötete. Alexander barg den Leichnam seines Vaters und bestattete ihn an einem Ort zwischen Lysimacheia und Paktye auf dem thrakischen Chersones.
In den Wirren des Keltensturms amtierte Alexander wahrscheinlich im Jahr 277 v. Chr. kurzzeitig als Regent Makedoniens, sofern er mit der bei Diodor genannten Person gleichen Namens identisch war. Er könnte nach Kurupedion im Gefolge des Ptolemaios Keraunos nach Makedonien gelangt sein.